# Ibrox (metrostation)
Ibrox is een metrostation in Ibrox, een wijk van Glasgow. Het is een van de minst drukke stations van de metro van Glasgow, maar als Glasgow Rangers in het vlakbijgelegen Ibrox Stadium een thuiswedstrijd speelt kan het extreem druk zijn.
Het metrostation ligt aan Copland Road en had tot 1977 ook die naam.
Hillhead · Kelvinbridge · St. George's Cross · Cowcaddens · Buchanan Street · St Enoch · Bridge Street · West Street · Shields Road · Kinning Park · Cessnock · Ibrox · Govan · Partick · Kelvinhall